# Carte de la langue

Le mythe de la carte de la langue : la zone 1 pour ressentir l'amertume, la zone 2 pour l'acidité, la zone 3 pour le goût salé, et la zone 4 pour le goût sucré.

La carte de la langue, ou encore la carte du goût, traduit une idée reçue selon laquelle la langue est divisée en zones spécialisées dans la perception d'une des saveurs primaires. Il a été démontré par différentes recherches scientifiques que toutes les zones de la langue sont capables de percevoir l'ensemble du spectre des saveurs sans prédisposition ou exclusivité particulière, sans toutefois remettre en cause le fait que certaines zones de la langue sont plus sensibles que d'autres à la perception de saveurs (notion de seuils gustatifs),.

## Histoire
La théorie de la carte de la langue fut formulée par un psychologue de Harvard du nom de Edwin G. Boring à partir d'un article allemand de 1901 intitulé Zur Psychophysik des Geschmackssinnes. Les informations assez peu claires de cet article pouvaient laisser penser que chaque partie de la langue était capable de percevoir uniquement et en exclusivité une seule saveur,.
En fait, l'article décrivait les infimes différences dans le niveau des seuils de détection des saveurs de chacune des parties de la langue,. Ces différences furent plus tard mal interprétées et d'infimes différences du seuil de détection des saveurs Boring passa à des différences de perceptions des saveurs.
Ainsi, bien qu'effectivement il existe plusieurs zones plus rapides à détecter les saveurs que d'autres, chacune d'entre elles est capable de percevoir l'ensemble des saveurs avec plus ou moins de rapidité mais en tout cas in fine avec la même intensité.
Ce même article parlait d'ailleurs d'une zone distribution en cercle, présentée plus tard que la « ceinture du goût » par Boring.
Cette théorie fut remise en doute dès 1974 par Virginia Collings dont les recherches suggéraient que toutes les saveurs étaient perceptibles par l'ensemble des parties de la langue.

## Pas de carte du goût sur la langue mais une cartographie gustotopique dans le cortex cérébral
Les bourgeons gustatifs des deux tiers antérieures de la langue sont innervés par le nerf facial qui transmet les informations gustatives de l'aliment. La branche linguale du nerf trijumeau innerve aussi cette partie, mais son action se limite à la sensibilité somesthésique. Le nerf glossopharyngien assure la gustation et la somesthésie du tiers postérieur de la langue. Ces trois voies se projettent au niveau du thalamus, ce qui permet d'associer l'ensemble des informations provenant des différentes voies et d'obtenir une image multisensorielle de cet aliment. De même, on observe une intégration de ces diverses informations et du message hédonique au niveau du cortex cérébral où chacune des cinq saveurs primaires active une région bien délimitée, formant ainsi une cartographie gustotopique.